# Stanko Naletilić
Stanko Naletilić, hrvaški general, * 13. april 1916, † 18. avgust 1991.

## Življenjepis
Med drugo svetovno vojno je bil politični komisar 16. mladinske brigade, Oficirske šole GŠ Hrvaške, Oficirske šole 3. armade,...
Po vojni je bil med drugim republiški sekretar za ljudsko obrambo Hrvaške.